# David Martínez (kierowca wyścigowy)
David Martínez (ur. 8 grudnia 1981 roku w Tamaulipas) – meksykański kierowca wyścigowy.

## Kariera
Martínez rozpoczął karierę w międzynarodowych wyścigach samochodowych w 1996 roku od startów w Meksykańskiej Formule 2, gdzie zdobył tytuł mistrzowski. W późniejszym okresie Meksykanin pojawiał się także w stawce Meksykańskiej Formuły 3000, Barber Dodge Pro Series, Meksykańskiej Formuły 3, Meksykańskiej Formuły Renault 2.0, Atlantic Championship, Formuły Renault 2.0 Fran-Am, Europejskiego Pucharu Formuły Renault 2.0, SCCA/Formula Russell Championship Series, Europejskiego Pucharu Formuły Renault V6, Champ Car, A1 Grand Prix, IndyCar Series, Grand-Am Rolex Sports Car Series, Indy Lights oraz 24 Hours of Mexico.
W Champ Car Martínez startował w latach 2006-2007. Z dorobkiem odpowiednio trzynastu i osiemnastu punktów został sklasyfikowany odpowiednio na 22 i 20 pozycji w klasyfikacji generalnej.